# Paul Hofer (Historiker)
Paul Friedrich Hofer (* 10. Juli 1858 in Thun; † 11. August 1940 in Bern) war ein Schweizer Historiker.

## Leben
Hofer wurde am 10. Juli 1858 als Sohn des Politikers Johann Friedrich Hofer in Thun geboren. Er war als Beamter des eidgenössischen Justiz- und Polizeidepartements beschäftigt. In den Jahren 1903 bis 1931 stand er als Leiter dem eidgenössischen Zivilstandsamt vor. Paul Hofer starb am 11. August 1940 im Alter von 82 Jahren in Bern.

## Wirken
Paul Hofer wirkte als Verfasser von lokalhistorischen Studien, besonders über die Region Thun. Er publizierte zum numismatischen Thema schweizerische Münzen und Medaillen. Des Weiteren erstellte er gemeinsam mit Rudolf Wegeli den Katalog der Münzen der Römischen Republik im Berner Historischen Museum. Ferner legte Hofer eine Sammlung von Ansichten der Stadt Thun, heute als Depositum im Kunstmuseum Thun aufbewahrt, sowie eine Münzsammlung, heute im Historischen Museum Bern einsehbar, an. Im Jahr 1940 konnte die Vereinigung ehemaliger Thuner Prögeler (VTP) von ihm die umfangreiche Grafiksammlung über Thun erwerben.